# Opuntia engelmannii
Opuntia engelmannii är en kaktusväxtart som beskrevs av Salm-dyck och Georg George Engelmann. Opuntia engelmannii ingår i släktet fikonkaktusar, och familjen kaktusväxter.

## Underarter
Arten delas in i följande underarter:
- O. e. cuija
- O. e. engelmannii
- O. e. flavispina
- O. e. flexospina
- O. e. lindheimeri
- O. e. linguiformis

## Bildgalleri

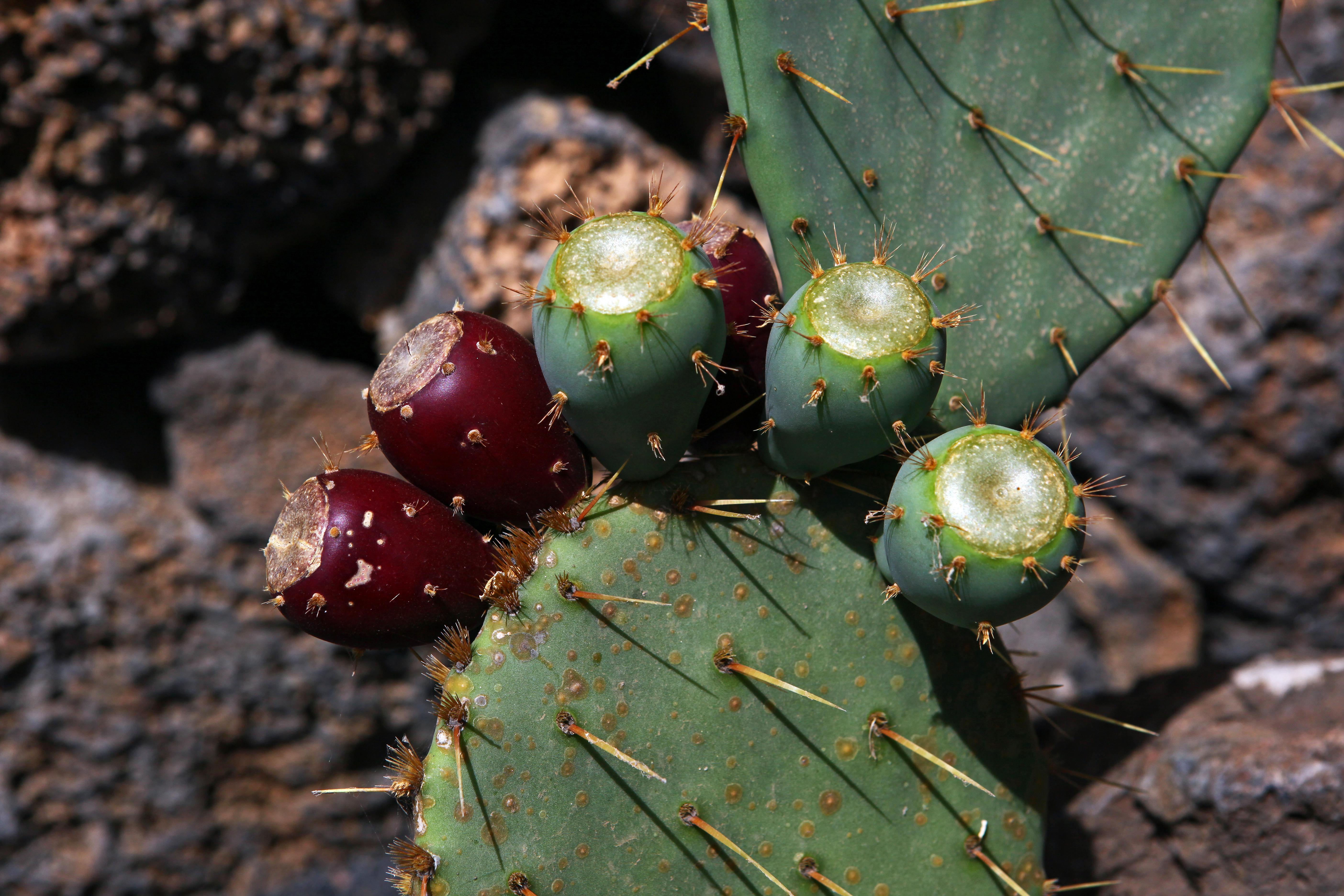
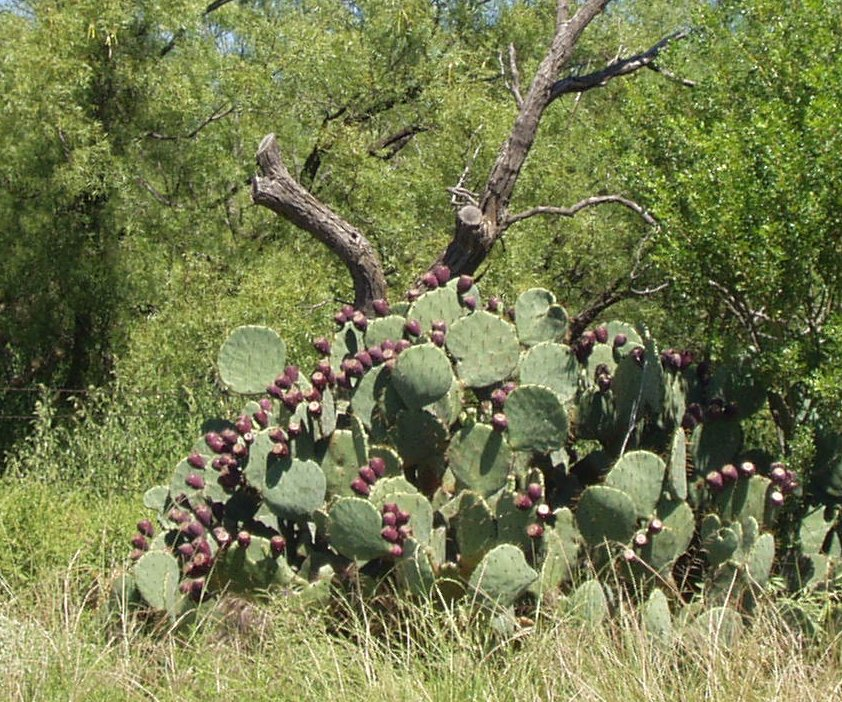
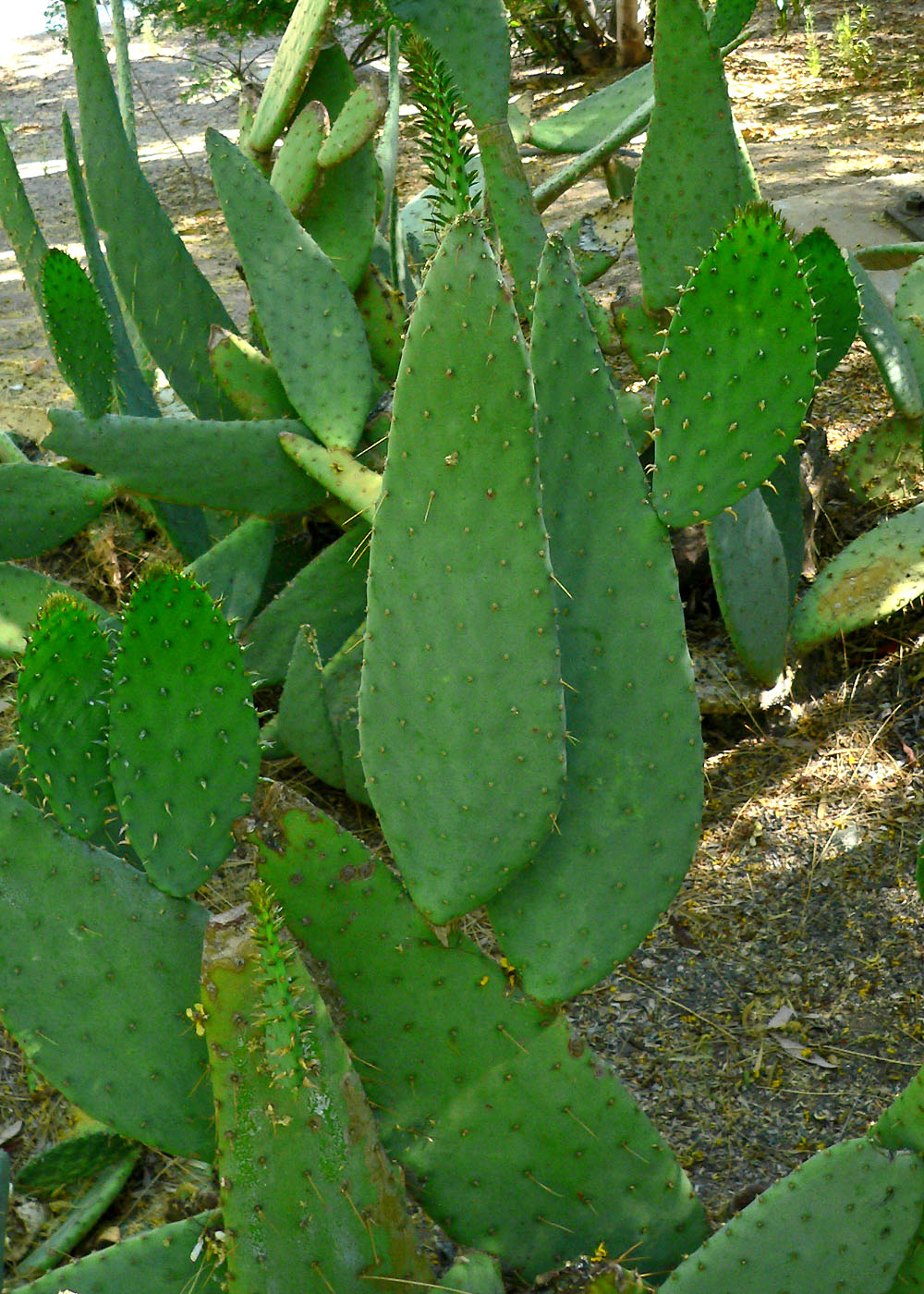
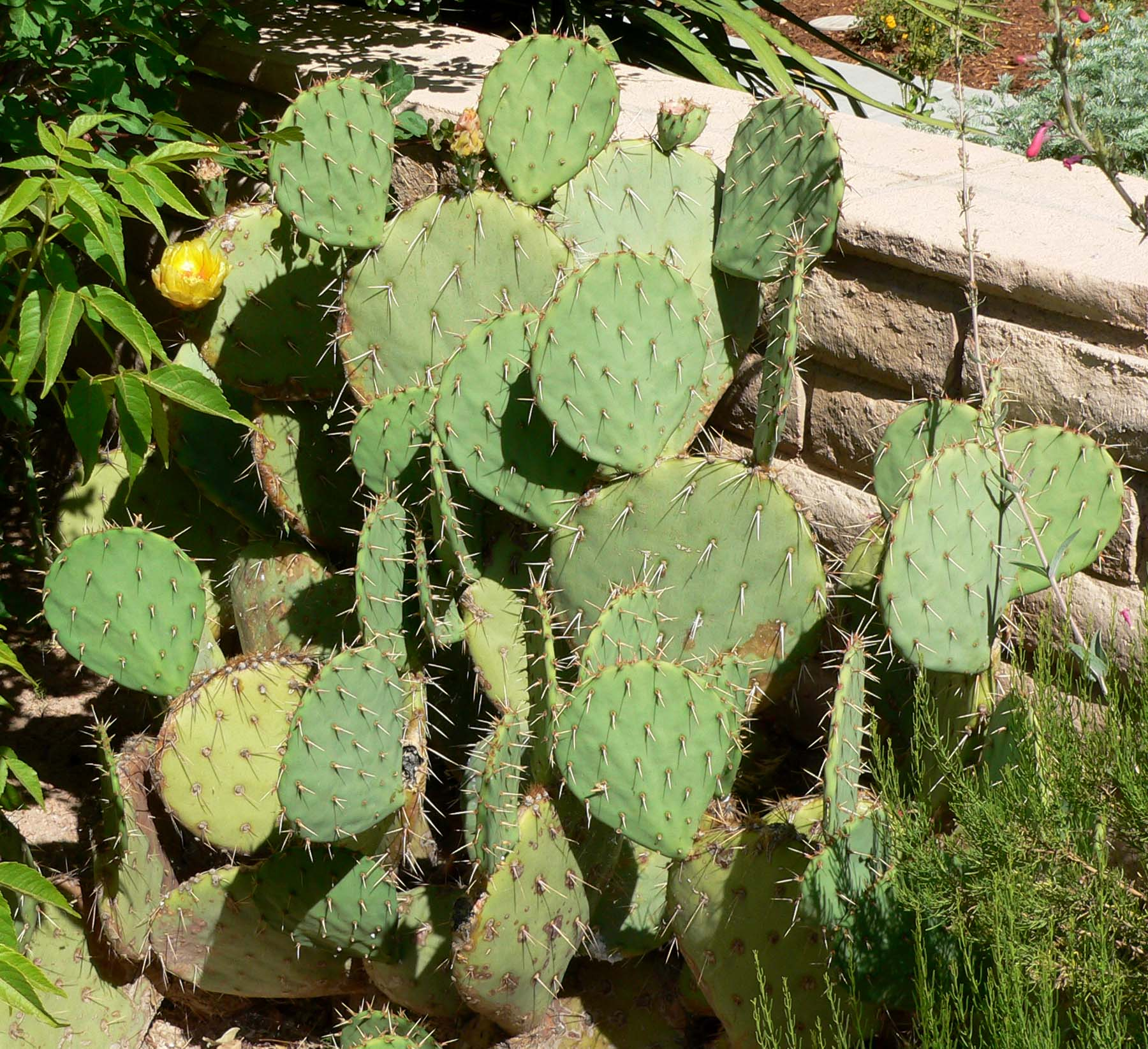
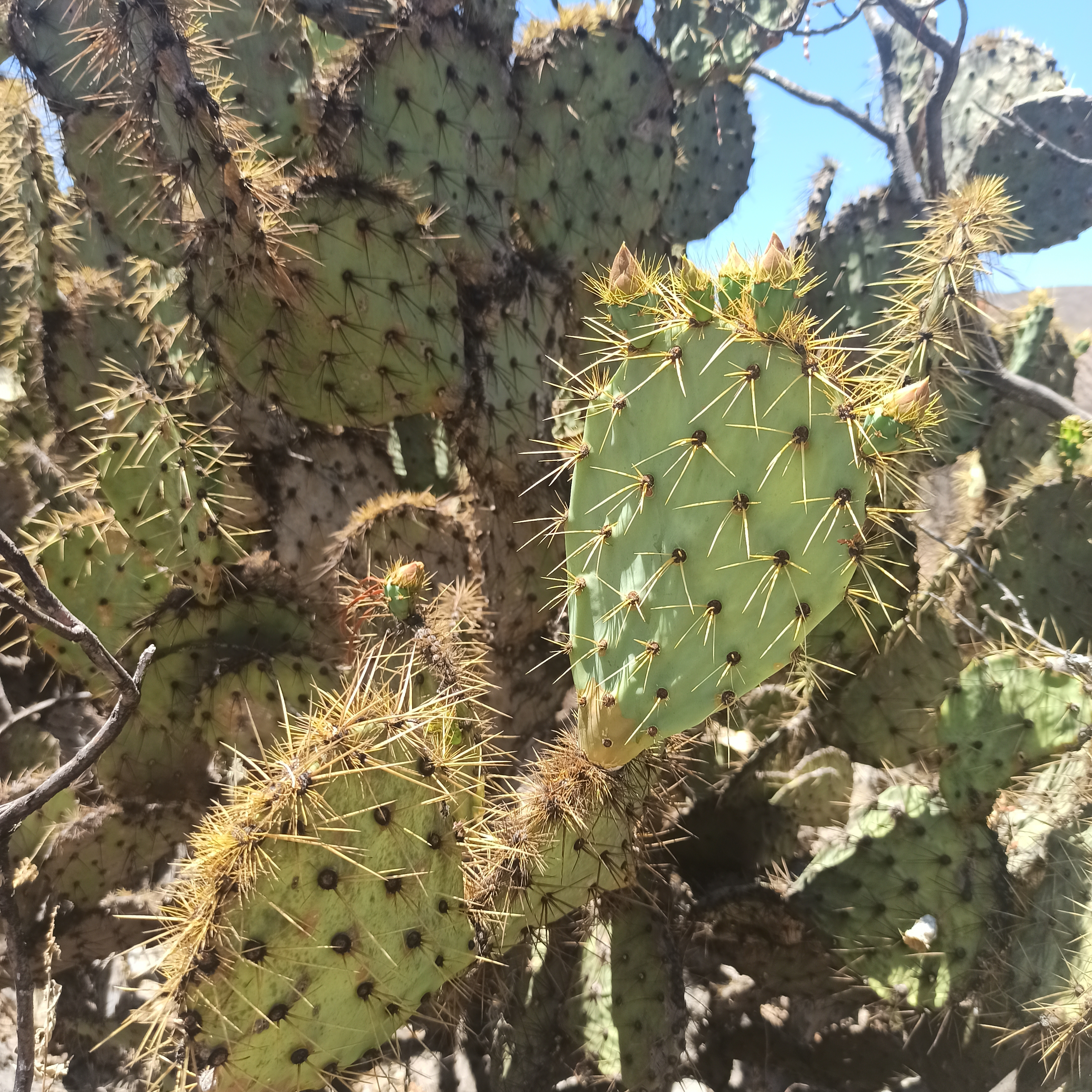
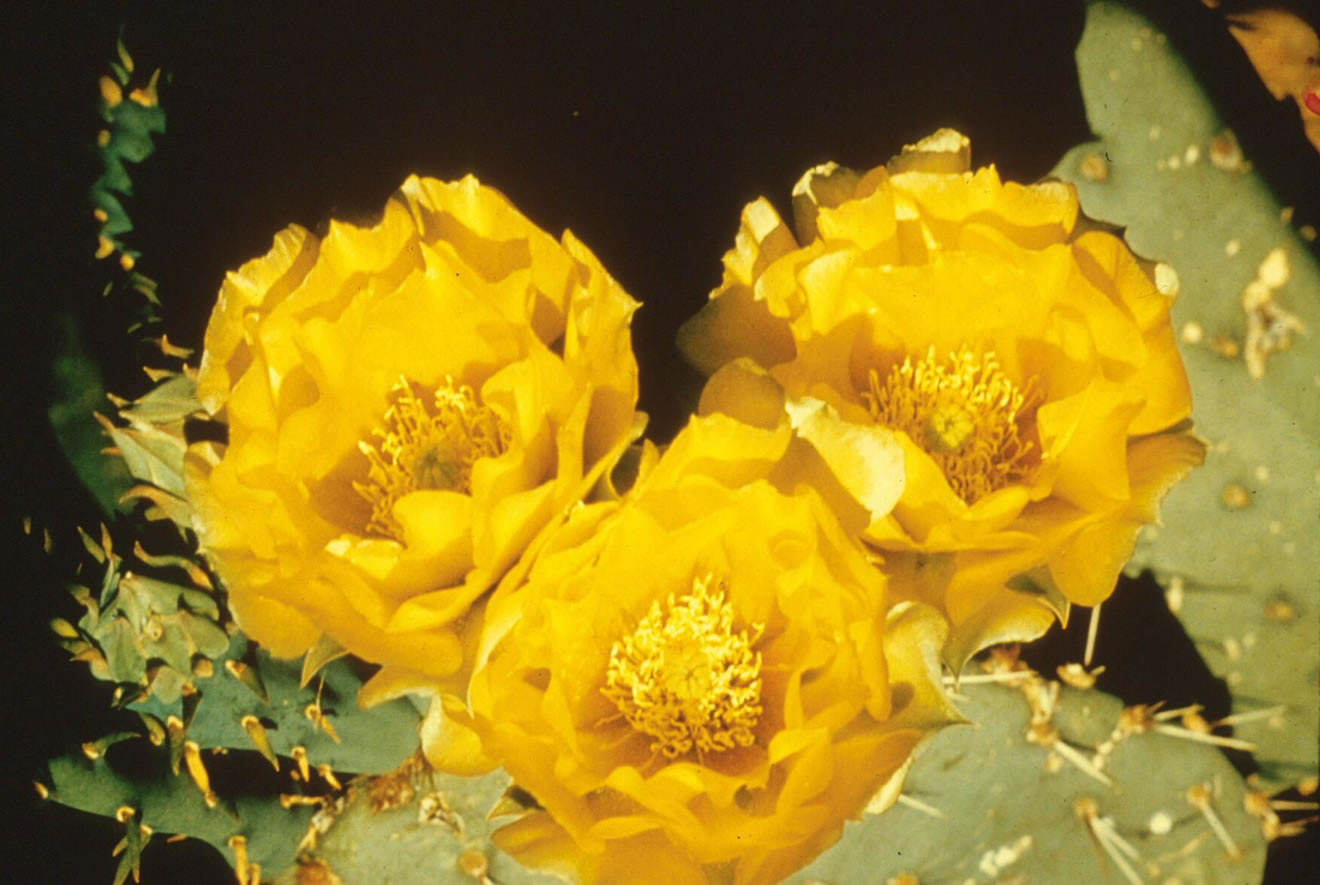